# Papiro Fouad 266

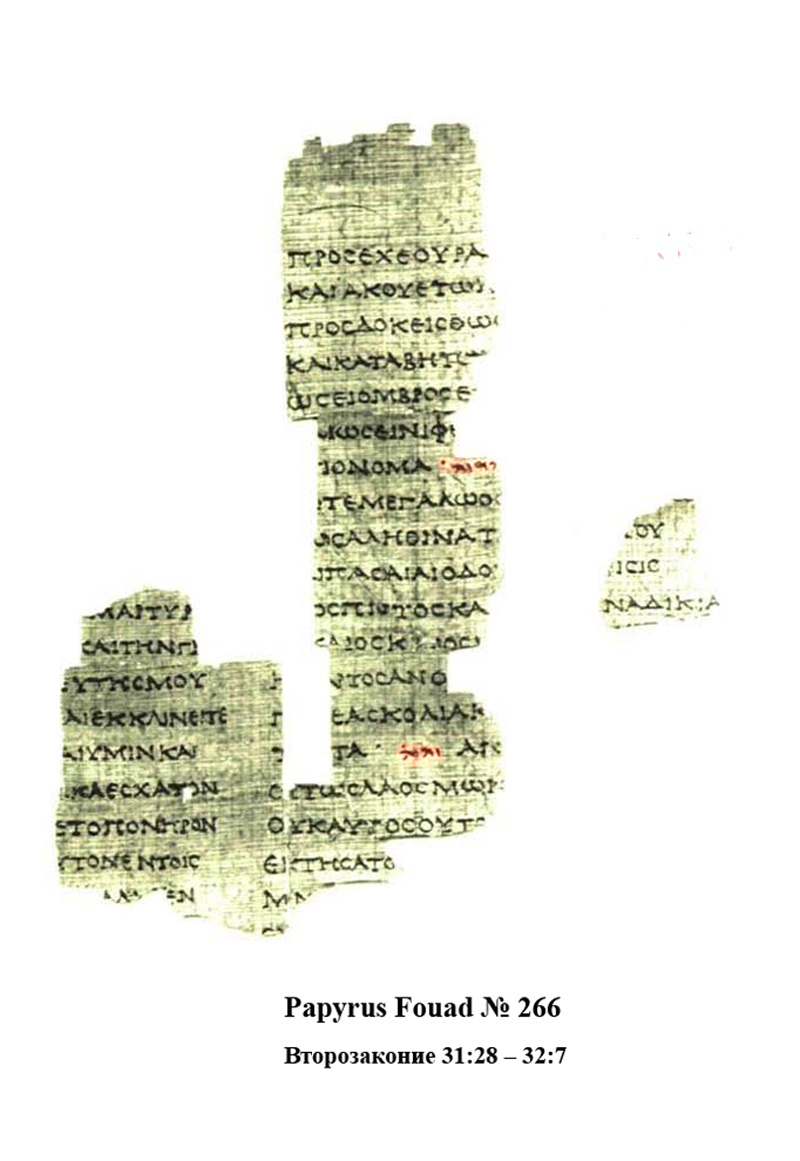
Frammento del Papiro Fouad 266b, con il tetragramma biblico יהוה (qui evidenziato in rosso) inserito nel testo greco di Deuteronomio 31:28—32:7

Il Papiro Fouad 266 (LXXP. Fouad Inv. 266; Rahlfs 847, 848 e 940; TM 62290; LDAB 3451: VH 0056) è un reperto bibliografico consistente nell'insieme di 235 piccoli frammenti di distinti manoscritti su papiro a rotolo, contenenti testi della Septuaginta, l'antica (precristiana) traduzione in greco antico della Bibbia ebraica (dai cristiani chiamata "Antico Testamento").
È stato datato intorno al I secolo a.C., ma non è accertato se si tratti di un originale ovvero di una revisione della Septuaginta.
Il contenuto è oggetto di interessamento nelle dispute confessionali riguardanti l'uso del nome di Dio.

## Provenienza
Pierre Jouguet, allora presidente della Société Fouad Ier de Papyrologie del Cairo compr̪ò nel 1943 da un antiquario locale i frammenti denominati collettivamente Papiro Fouad 266, cioè il n. 266 del repertorio dei papiri di tale Società che scelse il suo titolo in onore del re Fu'ad I d'Egitto (1922–1936) e che ora si chiama Societé Royale de Papyrologie. Non è chiaro da che località (forse al-Fayyum) provenivano i frammenti, scoperti nel 1939.
Nel 1971 Françoise Dunand pubblicò uno studio scientifico del reperto, con il testo di 116 dei frammenti. Una edizione fotografica di tutti i frammenti, a cura di Zaki Aly e Ludwig Koenen, è apparsa nel 1980. Questi stabilirono che i frammenti deuteronomici (papiri 266b e 266c) erano di due manoscritti distinti realizzati da scribi diversi.

## Struttura e datazione
È suddiviso in: 
1. Papiro Fouad 266a (Rahlfs 942),
2. Papiro Fouad 266b (Rahlfs 848) e
3. Papiro Fouad 266c (Rahlfs 847).[4][5][6][7].

La paleografia assegna il Papiro Fouad 266a e il Papiro Fouad 266b alla metà del I secolo a.C. e il Papiro Fouad 266c a una data leggermente successiva.

## Contenuti testuali
Il Papiro 266a contiene passi del libro della Genesi (dai capitoli 3, 4, 7, 37 e 38); i Papiri 266b e 266c passi del Deuteronomio (dai capitoli 4, 10, 11, e dai capitoli 17–33).
Il Papiro Fouad 266b contiene il tetragramma biblico יהוה in ebraico in mezzo al testo greco di Deuteronomio 17:14—33: 29. Il testo in lettere onciali dritte, arrotondate e con grazie è disposto su 33 righe per colonna. Vi è uso dello iota ascritto. Le divisioni del testo sono indicate con il simbolo di paragrafo. È più antico manoscritto conosciuto che impieghi, in mezzo al testo greco della Septuaginta, il tetragramma biblico יהוה, invece di trascriverlo o tradurlo in greco. I frammenti 266a e 266c non presentano uso di יהוה o Κύριος.
Il Tetragramma, composto da quattro caratteri ebraici quadrati, ricorre nel "Papiro Fouad 266b" 49 volte nei seguenti capitoli e versetti del libro di Deuteronomio: 18:5, 5, 7, 15, 16; 19:8, 14; 20:4, 13, 18; 21:1, 8; 23:5; 24:4 , 9; 25:15, 16; 26:2, 7, 8, 14; 27:2, 3, 7, 10, 15; 28:1, 1, 7, 8, 9, 13, 61, 62, 64, 65; 29:4, 10, 20, 29; 30:9, 20; 31:3, 26, 27, 29; 32:3, 6, 19.. Appare inoltre tre volte nei frammenti non identificati e catalogati come: 116, 117 e 123.
Più studiosi si sono interessati alle ricorrenze del nome di Dio nel Papiro e alle forme di queste, con esiti eterogenei; vi è pertanto in proposito ampia letteratura sostanzialmente teologica..